# Berdeniella dispar
Berdeniella dispar és una espècie d'insecte dípter pertanyent a la família dels psicòdids que es troba a Europa: França, incloent-hi l'illa de Còrsega, i Itàlia.